# 直梗高山唐松草
直梗高山唐松草（学名：Thalictrum alpinum var. elatum）为毛茛科唐松草属下的一个变种。

## 扩展阅读
- 維基物種上的相關：直梗高山唐松草